# Vincenzo Coconito di Montiglio
Vincenzo Coconito di Montiglio (Montiglio, 22 gennaio 1829 – Torino, 20 gennaio 1896) è stato un generale italiano, insignito della medaglia d'oro al valor militare a vivente nel corso della Campagna piemontese in Italia centrale.

## Biografia
Nacque a Montiglio, presso Casale Monferrato, il 22 gennaio 1829 figlio di Ludovico e di Teresa Causa. All'età di quattordici anni fu ammesso a frequentare, come allievo, la Scuola di Equitazione di Venaria Reale e, nel febbraio 1847, venne promosso maresciallo e nominato istruttore nella medesima scuola.
Nell'agosto del 1848, promosso sottotenente di cavalleria, fu destinato, su richiesta del Governo dello Stato Pontificio, all'organizzazione e all'addestramento dei reparti di cavalleria. Dopo l'uccisione del ministro Pellegrino Rossi e la fuga di papa Pio IX a Gaeta, egli passò al servizio della Repubblica Romana e combatté con i volontari a Porta San Pancrazio. Caduta la Repubblica e richiamato in Piemonte, nel dicembre del 1849 passò in servizio nel Reggimento "Lancieri di Novara" (5º). Tra il 1855 e il 1856 partecipò alla spedizione piemontese in Crimea.
Promosso luogotenente nel maggio del 1859, nel corso della seconda guerra d'indipendenza italiana, alla testa del 4º Squadrone del Reggimento "Lancieri di Novara" partecipò al combattimento di Montebello il 20 maggio, venendo decorato con una medaglia d'argento al valor militare. Promosso capitano nel marzo 1860, fu all’avanguardia del IV Corpo d'armata del generale Enrico Cialdini nella campagna delle Marche. Prese parte alla battaglia di Castelfidardo, il 18 settembre, venendo insignito della Croce di Cavaliere dell'Ordine militare di Savoia per il coraggio dimostrato in battaglia. Nelle successive operazioni nell'Italia meridionale, il 20 ottobre durante una missione di esplorazione nelle vicinanze di Isernia, venne improvvisamente fatto segno a un violento fuoco di fucileria dalle fanterie nemiche nascoste fra le forre, ed ordinò la carica comandandola con tanto impeto che la colonna nemica venne completamente dispersa. Con Regio Decreto del 1º giugno 1861 fu insignito della medaglia d'oro al valor militare a vivente.
Promosso maggiore nel giugno del 1866 ed assegnato ai Reggimento "Cavalleggeri di Montebello" (8º), partecipò alla terza guerra d'indipendenza italiana, e poi, promosso colonnello assunse il comando del Reggimento "Nizza Cavalleria" (1º). Collocato a riposo a domanda il 16 maggio 1881, decorato con la Croce di ufficiale dell'Ordine dei Santi Maurizio e Lazzaro, fu successivamente promosso maggior generale nella riserva. Si spense a Torino il 20 gennaio 1896.

### Annotazioni
1. ↑  Al 1º Squadrone del Reggimento "Lancieri di Novara", che così brillantemente aveva eseguito gli ordini del proprio comandante, fu concessa una menzione onorevole.

### Fonti
1. 1 2 3 4 5 6 7 8 9 10 11  Combattenti Liberazione.
2. 1 2 3  Carolei, Greganti 1950, p. 126.
3. ↑  Coltrinari 2010, p. 48.
4. ↑  Gazzetta Ufficiale del Regno d'Italia n.191 del 12 luglio 1866, pag.1.
5. ↑   Ordine militare d'Italia Coconito di Montiglio, Vincenzo, su quirinale.it, Quirinale. URL consultato l'11 luglio 2021.
6. ↑   Medaglia d'oro al valor militare Coconito di Montiglio, Vincenzo, su quirinale.it, Quirinale. URL consultato l'11 luglio 2021.